# Kereyagalahalli, Holalkere
Kereyagalahalli là một làng thuộc tehsil Holalkere, huyện Chitradurga, bang Karnataka, Ấn Độ.